# Verenigd Koninkrijk op het Eurovisiesongfestival 1995
Het Verenigd Koninkrijk deed in 1995 voor de zevenendertigste keer mee aan het Eurovisiesongfestival. De zangeres Frances Ruffele was gekozen door de BBC door een nationale finale om het land te vertegenwoordigen.

## Nationale voorselectie
Onder de titel A Song for Europe 1995 hield het Verenigd Koninkrijk een nationale finale om  het lied te selecteren voor het Eurovisiesongfestival 1994. De nationale finale werd gehouden op 31 maart 1995 en werd gepresenteerd door Terry Wogan. Er deden acht artiesten mee aan deze nationale finale.
| Volgorde | Artiest          | Lied                             | Punten  | Plaats |
| -------- | ---------------- | -------------------------------- | ------- | ------ |
| 1        | I need you       | Deuce                            | 73,467  | 3de    |
| 2        | Paul Harris      | Spinning away                    | 19,239  | 7de    |
| 3        | Londonbeat       | I'm just your puppet on a string | 35,434  | 6de    |
| 4        | Sox              | Go for the heart                 | 65,436  | 4de    |
| 5        | FFF              | Then there's a knock at the door | 17,216  | 8ste   |
| 6        | Dear Jon         | One gift of love                 | 81,359  | 2de    |
| 7        | Simon Spiro      | Rainbows and you                 | 43,299  | 5de    |
| 8        | Love City Groove | Love City Groove                 | 140,174 | 1ste   |

## In Dublin
In Ierland moest het Verenigd Koninkrijk aantreden als vijftiende, net na België en voor Portugal. Op het einde van de puntentelling bleek dat de zangeres op een tiende plaats was geëindigd met 76 punten.
Ze ontving twee keer het maximum van de punten. België had zeven punten over voor deze inzending en Nederland deed niet mee in 1995.

### Gekregen punten

#### Finale
| 12 punten                 | 10 punten               | 8 punten | 7 punten                          | 6 punten            |
| ------------------------- | ----------------------- | -------- | --------------------------------- | ------------------- |
| - Frankrijk - Oostenrijk  | - Portugal              |          | - België - Denemarken - Hongarije |                     |
| 5 punten                  | 4 punten                | 3 punten | 2 punten                          | 1 punt              |
| - Israël - Polen - Zweden | - Bosnië en Herzegovina |          |                                   | - Ierland - Rusland |

### Punten gegeven door Verenigd Koninkrijk

#### Finale
Punten gegeven in de finale:
| 12 punten | Israël     |
| 10 punten | Slovenië   |
| 8 punten  | Spanje     |
| 7 punten  | Malta      |
| 6 punten  | Zweden     |
| 5 punten  | Oostenrijk |
| 4 punten  | Noorwegen  |
| 3 punten  | Cyprus     |
| 2 punten  | Turkije    |
| 1 punt    | Frankrijk  |

1957 · 1958 · 1959 · 1960 · 1961 · 1962 · 1963 · 1964 · 1965 · 1966 · 1967 · 1968 · 1969 · 1970 · 1971 · 1972 · 1973 · 1974 · 1975 · 1976 · 1977 · 1978 · 1979 · 1980 · 1981 · 1982 · 1983 · 1984 · 1985 · 1986 · 1987 · 1988 · 1989 · 1990 · 1991 · 1992 · 1993 · 1994 · 1995 · 1996 · 1997 · 1998 · 1999 · 2000 · 2001 · 2002 · 2003 · 2004 · 2005 · 2006 · 2007 · 2008 · 2009 · 2010 · 2011 · 2012 · 2013 · 2014 · 2015 · 2016 · 2017 · 2018 · 2019 · 2020 · 2021 · 2022 · 2023 · 2024 · 2025